# ARM Cortex-A7
Az ARM Cortex-A7 MPCore egy az ARM Holdings által tervezett, az ARM v7 utasításkészlet-architektúrát implementáló processzormag. Az ARM 2011 októberében jelentette be, a Cortex-A15 MPCore maggal együtt, azzal, hogy ezek gyártása valószínűleg 2012-ben kezdődhet. Mindkét mag az ARMv7-A architektúrát implementálja, együttműködnek az ARM heterogén számítástechnikai rendszerében. A Cortex-A7 MPCore magok a háttérben futó feladatokat, az A15 magok pedig az előtérben futó, nagyobb processzorigényű feladatokat célozzák.

## Áttekintés
Két alkalmazási területet céloz; elsősorban a Cortex-A8 helyét veszi át, annak kisebb, egyszerűbb és hatékonyabb energiafelhasználású utódjaként. A másik felhasználási területe a big.LITTLE architektúra, amelyben egy vagy több A7 mag egy vagy több Cortex-A15 mag mellett szerepel egy heterogén rendszerben. Emiatt ezeknek a magoknak a jellemzői kompatibilisek az A15 magokkal.
A Cortex-A7 magok legfontosabb jellemzői:
- részlegesen kétszeres kibocsátású, in-order mikroarchitektúra 8(-10) fokozatú utasítás-futószalaggal[1][3]
- NEON SIMD utasításkészlet kiterjesztés
- VFPv4 lebegőpontos egység
- Thumb-2 utasításkészlet-kódolás
- Jazelle RCT
- hardveres virtualizáció
- Large Page Address Extensions (LPAE, nagy lapcím kiterjesztés)
- integrált 2. szintű gyorsítótár (0-1 MiB)
- teljesítmény: 1,9 DMIPS / MHz[3]
- tipikus órajel: 1,5 GHz[3]

## Csipek
Számos egylapkás rendszer (SoC) implementálja a Cortex-A7 magot, beleértve:
- Allwinner A20 (kétmagos A7 + Mali-400 MP2 GPU)[4]
- Allwinner A31 (négymagos A7 + PowerVR SGX544MP2 GPU)[5]
- Broadcom BCM23550 négymagos HSPA+ multimédia-processzor[6]
- HiSilicon K3V3, big.LITTLE architektúra kétmagos Cortex-A7 és kétmagos Cortex-A15 processzorral, ARM Mali-T658 GPU-val
- Marvell PXA1088 (négymagos A7)[7]
- Mediatek MT6582 (négymagos A7 + ARM Mali-400MP2 GPU)
- Mediatek MT6589 (négymagos A7 + Imagination Technologies PowerVR SGX544 GPU)
- Mediatek MT6592 (nyolcmagos A7 + ARM Mali-450MP4 GPU)
- Qualcomm Snapdragon 200 és Snapdragon 400 MSM8212 és MSM8612, MSM8226 és MSM8626 (négymagos A7 + Adreno 305 GPU)
- Samsung Electronics Exynos 5 Octa (5410), big.LITTLE architektúra négymagos Cortex-A7 és négymagos Cortex-A15 processzorral. GPU: Imagination Technologies PowerVR SGX544MP3
- Samsung Electronics Exynos 5 Octa (5420), big.LITTLE architektúra négymagos Cortex-A7 és négymagos Cortex-A15 processzorral. GPU: ARM Mali-T628MP6

## Fordítás
Ez a szócikk részben vagy egészben  az   ARM Cortex-A7 MPCore című angol Wikipédia-szócikk ezen változatának fordításán alapul.  Az eredeti cikk szerkesztőit annak laptörténete sorolja fel. Ez a jelzés csupán a megfogalmazás eredetét és a szerzői jogokat jelzi, nem szolgál a cikkben szereplő információk forrásmegjelöléseként.